# Brunnen «Im Birkenhof»

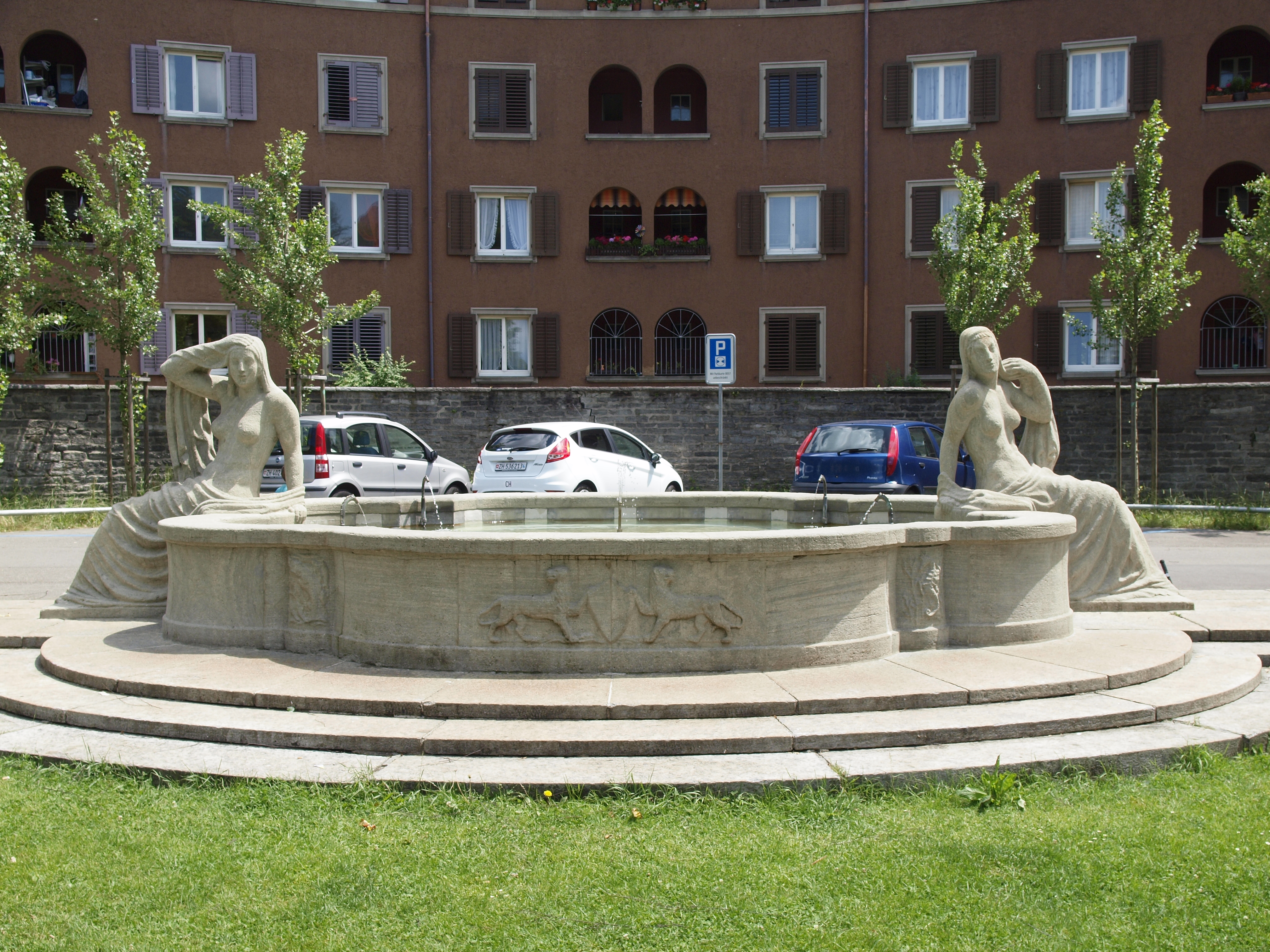
Brunnen «Im Birkenhof»

Der Brunnen «Im Birkenhof» ist eine Brunnenanlage hinter der Schaffhauserstrasse 107 in Zürich. Er wird im Brunnenguide der Stadt Zürich unter der Nummer 285 geführt.

## Geschichte und Beschreibung
Die Brunnenanlage wurde von den Architekten A. Fröhlich, Kündig und Oetiker projektiert. Bildhauer Otto Kappeler führte im Jahr 1928 die Bildhauerarbeiten aus. Die Sprudel mussten schon bald nach Beginn der Laufzeit ausgetauscht werden, da sich die zunächst genutzten Modelle als zu wenig widerstandsfähig erwiesen hatten. 1959 wurden die Abdeckplatten des Troges repariert, Trog und Figuren wurden 1995 saniert.
Der Brunnentrog ist mit Reliefs geschmückt. Er wurde aus Kunststein ausgeführt und besitzt eine Innenbeschichtung aus Zementverputz. Die Außenseite imitiert Muschelkalkstein. Geschmückt ist der Trog mit zwei auf dessen Rand sitzenden Frauengestalten mit nackten Oberkörpern. Auch diese Figuren wurden aus Kunststein – im Stil von Mägenwiler Muschelkalk – gefertigt. Der Brunnen ist von der Rückseite her ebenerdig zugänglich. Da er sich in leichter Hanglage befindet, führen an der Vorderseite einige Stufen zum Brunnentrog hinauf. Diese Treppenanlage wurde aus Tessiner Granit angefertigt. Der Brunnen besitzt mehrere Sprudel, von denen der mittlere über den Winter abgestellt wird.